# Лусіано Гонду
Лусіано Гонду (ісп. Luciano Gondou, нар. 22 червня 2001, Руфіно) — аргентинський футболіст, нападник клубу «Архентінос Хуніорс».
Гравець олімпійської збірної Аргентини.

## Клубна кар'єра
Народився 22 червня 2001 року в місті Руфіно. Вихованець юнацьких команд футбольних клубу «Атлетіко Сарм'єнто». У дорослому футболі дебютував 2020 року виступами за його головну команду, в якій провів три сезони, взявши участь у 69 матчах чемпіонату. Більшість часу, проведеного у складі У складі, був основним гравцем атакувальної ланки команди.
2023 року перейшов до складу «Архентінос Хуніорс».

## Виступи за збірну
2024 року залучався до лав олімпійської збірної Аргентини. У її складі — учасник футбольного турніру на Олімпійських іграх 2024 року в Парижі.